# Uberlândia
Uberlândia, amtlich portugiesisch Município de Uberlândia, ist eine Stadt im brasilianischen Bundesstaat Minas Gerais. Uberlândia liegt im Triângulo Mineiro, dem „Bergbau-Dreieck“, und ist nach Belo Horizonte die zweitgrößte Stadt in Minas Gerais und das wichtigste Wirtschaftszentrum der Region.
Im Jahr 2010 lebten in Uberlândia 604.013 Menschen auf einer großen Gemeindefläche von 4115,2 km². Die Bevölkerungszahl wurde zum 1. Juli 2020 auf 699.097 Einwohner geschätzt, die Uberlandenser (uberlandenses) genannt werden.
Die Stadt ist Sitz des Bistums Uberlândia sowie eines meist Católica de Uberlândia genannten Campus der Pontifícia Universidade Católica de Minas Gerais (PUC Minas) und die Heimat des Fußballvereins Uberlândia EC.

## Name
Uberlândia hieß ursprünglich Uberabinha, aber dieser Name erschien zunehmend unpassend für eine schnell wachsende Stadt, die zu einem Regionalzentrum geworden war, da er das Verkleinerungssuffix -inha beinhaltete. Deshalb wurde 1922 der Name in Uberlândia geändert, indem man das Wort „Land“ in seiner ans Portugiesisch angepassten Form anhängte.
Gemäß einer fehlerhaften Etymologie entstand der Name der Siedlung durch die Verbindung von lateinisch uber und deutsch Land und bedeutet „fruchtbares Land“. In Wirklichkeit stammt der Name jedoch vom Tupi-Indianerwort y beraba (glänzendes Wasser), das sich sowohl im Namen der Stadt Uberaba als auch im Namen des Flusses Uberabinha wiederfindet. Die Bedeutung von Uberlândia ist daher „Land des glänzenden Wassers“.

## Kommunalpolitik
Stadtpräfekt ist in seiner vierten Amtszeit (2005 bis 2008, 2009 bis 2012, 2017 bis 2020) Odelmo Leão (Odelmo Leão Carneiro Sobrinho) von dem Partido Progressista (PP), der zuvor und zwischenzeitlich auch Bundesabgeordneter im Nationalkongress war. Bei der Kommunalwahl 2020 wurde er erneut zum Bürgermeister in der Amtszeit von 2021 bis 2024 gewählt.

Verwaltungsgliederung
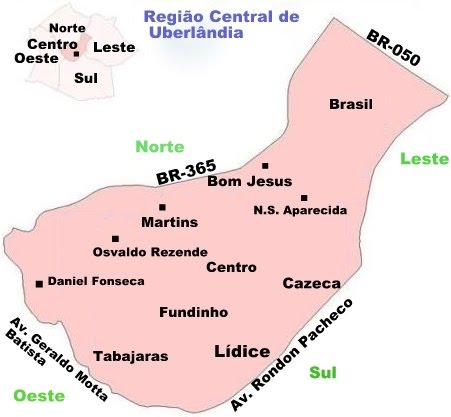
Zentralregion des Munizips
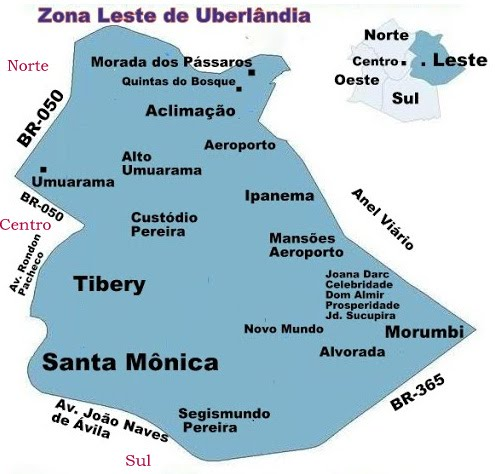
Ostregion des Munizips

## Bevölkerungsentwicklung
| Jahr | Einwohner | Stadt   | Land   |
| --- | --------- | ------- | ------ |
| 1900 | 011.856   | ?       | ?      |
| 1920 | 022.956   | ?       | ?      |
| 1940 | 042.179   | 022.123 | 20.056 |
| 1950 | 054.984   | 035.799 | 19185  |
| 1960 | 088.282   | 071.717 | 16.565 |
| 1970 | 124.706   | 111.480 | 13.226 |
| 1980 | 240.967   | 231.583 | 09.384 |
| 1991 | 367.061   | 358.165 | 08.896 |
| 2000 | 501.214   | 488.982 | 12.232 |
| 2010 | 600.285   | 583.879 | 16.406 |
| 2020 | 699.097   | ?       | ?      |
| Die zur Anzeige dieser Grafik verwendete Erweiterung wurde dauerhaft deaktiviert. Wir arbeiten aktuell daran, diese und weitere betroffene Grafiken auf ein neues Format umzustellen. (Mehr dazu) |           |         |        |

Quelle: IBGE (2011), Angaben innerhalb der Datenbanken des Statistikamtes können gelegentlich voneinander abweichen, hier z. B. für 2010 um rund 4000 Einwohner.

## Söhne und Töchter der Stadt
- Severiano Mário Porto (1930–2020), Architekt
- Fernando Henrique Mariano (* 1967), Fußballspieler
- Gustavo Carneiro Silva (* 1972), Rollstuhltennisspieler
- Alexandre Pires (* 1976), Sänger und Musiker
- Kissya da Costa (* 1982), Ruderin
- Leandrão (* 1983), Fußballspieler
- Yū Kamiya (* 1984), Autor und Illustrator, bekannt u. a. für No Game No Life
- Saulo Mineiro (* 1997), Fußballspieler
- Gabriel Brazão (* 2000), Fußballspieler
- Kauã Elias (* 2006), Fußballspieler